# 费城故事 (1993年电影)
《费城故事》（英語：Philadelphia），是探讨艾滋病者人权的电影。1993年由美国哥伦比亚电影公司出品，影片根据真人真事改编，也是好莱坞第二次深入探讨艾滋病对社会的影响和艾滋病人在社会上的遭遇和生活。汤姆·汉克斯在片中出色表演而获得了1993年第66届奥斯卡最佳男主角奖。
《费城》被美國電影學會名列AFI百年百大勵志電影第20名。汤姆·汉克斯的角色在AFI百年百大英雄與反派（AFI's 100 Years... 100 Heroes and Villains），被選為螢幕英雄第49名。

## 劇情
安迪（汤姆·汉克斯饰）是费城一家大律师事务所的律师，由于他工作出色受到了老板的提拔，但老板知道他是一个同性恋并患了艾滋病后，解雇了他，安迪为了个人的尊严和权利，请他一次工作中偶然認識的祖（丹泽尔·华盛顿饰）做律师，控告老板和事务所，面对着这场关于人权、传统道德、社会观念、尊严的斗争，安迪克服了自身健康的急剧恶化，在祖的帮助下，凭着坚强的毅力，在临死之前，终于打赢了这场官司。

## 影響
本片是荷里活巨星湯姆·漢克和丹泽尔·华盛顿所合作的巔峰之作，湯姆·漢克更是憑藉其精湛的演技和讓人起敬的專業精神獲得其個人的首個奧斯卡金像獎的影帝稱號。
電影拍攝地選擇於《美國獨立宣言》誕生之地的費城；費城亦是美國歷史中對於“自由”有很多釋義的城市，法制、自由、人權、歧視成為本片的主題。而圍繞著艾滋病和同性戀，傳統道德的底線亦成為現代費城需要突破的底線，本片製作者最終亦通過電影表達出基於獨立宣言的核心價值：“平等”。

## 影片花絮
- 这部电影在拍摄期间曾命名为《大家都像我》《千钧一发》和《可能的原因》。
- 图书馆那场戏是在宾夕法尼亚大学的一座图书馆中拍摄的，不过，这座图书馆所藏图书全部为艺术类。
- 为了让汉克斯更融入音乐的节奏表演，戴米决定在拍摄歌剧这场戏时实时录音。
- 在孩子出生后，该片的摄影师立即以医生的面目出现了。
- 丹尼尔·戴·刘易斯，迈克尔·基顿和安迪·加西亚都曾是安德鲁·贝克特这一角色的扮演者选择之一。
- 德米期望对艾滋病不太瞭解的人會因为这部电影和"费城大街"这首歌而認識愛滋病，而电影和歌的確提高了人们对此病的认知。
- 汤姆·汉克斯为了准备法庭场景的戏，大概减掉了30磅（14）的体重。不过丹泽尔·华盛顿则被要求增加几磅，为了故意引逗汤姆·汉克斯，他经常站在汤姆·汉克斯面前吃巧克力。
- 在电影中，丹泽尔·华盛顿说他希望费城费城人队能拿MLB冠军，在电影上映的那一年，费城人拿到了國聯冠军，但是在世界大賽中敗給了多倫多藍鳥隊，費城人隊直到2008年才拿下世界大賽的桂冠。

## 外部連結
- 互联网电影数据库（IMDb）上《费城故事》的资料（英文）
- AllMovie上《费城故事》的资料（英文）
- 爛番茄上《费城故事》的資料（英文）
- 豆瓣电影上《费城故事》的資料 （简体中文）
- Box Office Mojo上《费城故事》的資料（英文）
- Metacritic上《费城故事》的資料（英文）